# Ramón Alberto Ramírez
Ramón Alberto Ramírez (Buenos Aires; 7 de septiembre de 1951) es un exfutbolista argentino que jugaba como delantero.

## Clubes
| Club                 | País        | Año       |
| -------------------- | ----------- | --------- |
| Argentino de Quilmes | Argentina   | 1971-1972 |
| Universidad Nacional | México      | 1972-1973 |
| Atlante              | México      | 1973-1974 |
| Laguna               | México      | 1974-1976 |
| Atlético Potosino    | México      | 1976-1977 |
| Comunicaciones       | Guatemala   | 1978-1985 |
| Aurora (cesión)      | Guatemala   | 1979      |
| Águila (cesión)      | El Salvador | 1983      |
| Municipal            | Guatemala   | 1986      |
| Alianza              | El Salvador | 1986      |
| Victoria             | Honduras    | 1987-1988 |

## Palmarés

### Títulos nacionales
| Título                    | Equipo         | País        | Año     |
| ------------------------- | -------------- | ----------- | ------- |
| Liga Nacional             | Comunicaciones | Guatemala   | 1979-80 |
| Liga Nacional             | Comunicaciones | Guatemala   | 1981    |
| Liga Nacional             | Comunicaciones | Guatemala   | 1982    |
| Primera División          | Águila         | El Salvador | 1983    |
| Liga Nacional             | Comunicaciones | Guatemala   | 1985    |
| Copa Campeón de Campeones | Comunicaciones | Guatemala   | 1985    |

### Títulos internacionales
| Título                           | Equipo | País     | Año  |
| -------------------------------- | ------ | -------- | ---- |
| Copa Fraternidad Centroamericana | Aurora | Honduras | 1979 |

### Distinciones individuales
| Distinción                                       | Año  |
| ------------------------------------------------ | ---- |
| Máximo goleador de la Liga Nacional de Guatemala | 1985 |